# Utopia, Northern Territory
Utopia är ett område 250 km nordost om Alice Springs, Northern Territory, centrala Australien som ägs av aboriginer, ett så kallat  Aboriginal community. Aboriginerna här är traditionella ägare till området, det har alltså gått i arv i många generationer. De tillhör språkgrupperna Anmatyerr (uttalas ungefär Anmadyara) och Alyawarr (uttalas ungefär Alyara).